# Theano (Rose)
Die Rosensorte ‘Theano’ ist eine pinkfarbene, einmalblühende Rose, die vor 1895 von Rudolf Geschwind im slowakischen Karpfen gezüchtet wurde. Die Rosensorte stammt von einer winterharten Rosa californica und der roten, in Japan bezüchteten Multiflora-Hybride ‘Crimson Rambler’ ab. Im Jahr 1895 führte Johann Christoph Schmidt die Rose unter dem Namen ‘Theano’ in den deutschen Markt ein, weshalb sie in der älteren deutschen Literatur auch gelegentlich als Züchtung von Johann Christoph Schmidt beschrieben wird.
Früher wurde für die Rose mitunter auch das Synonym Rosa californica ‘Plena’ verwendet. Jüngere Untersuchungen haben jedoch gezeigt, dass es sich um zwei unterschiedliche, von Rudolf Geschwind gezüchtete, Rosensorten handelt.

## Ausbildung

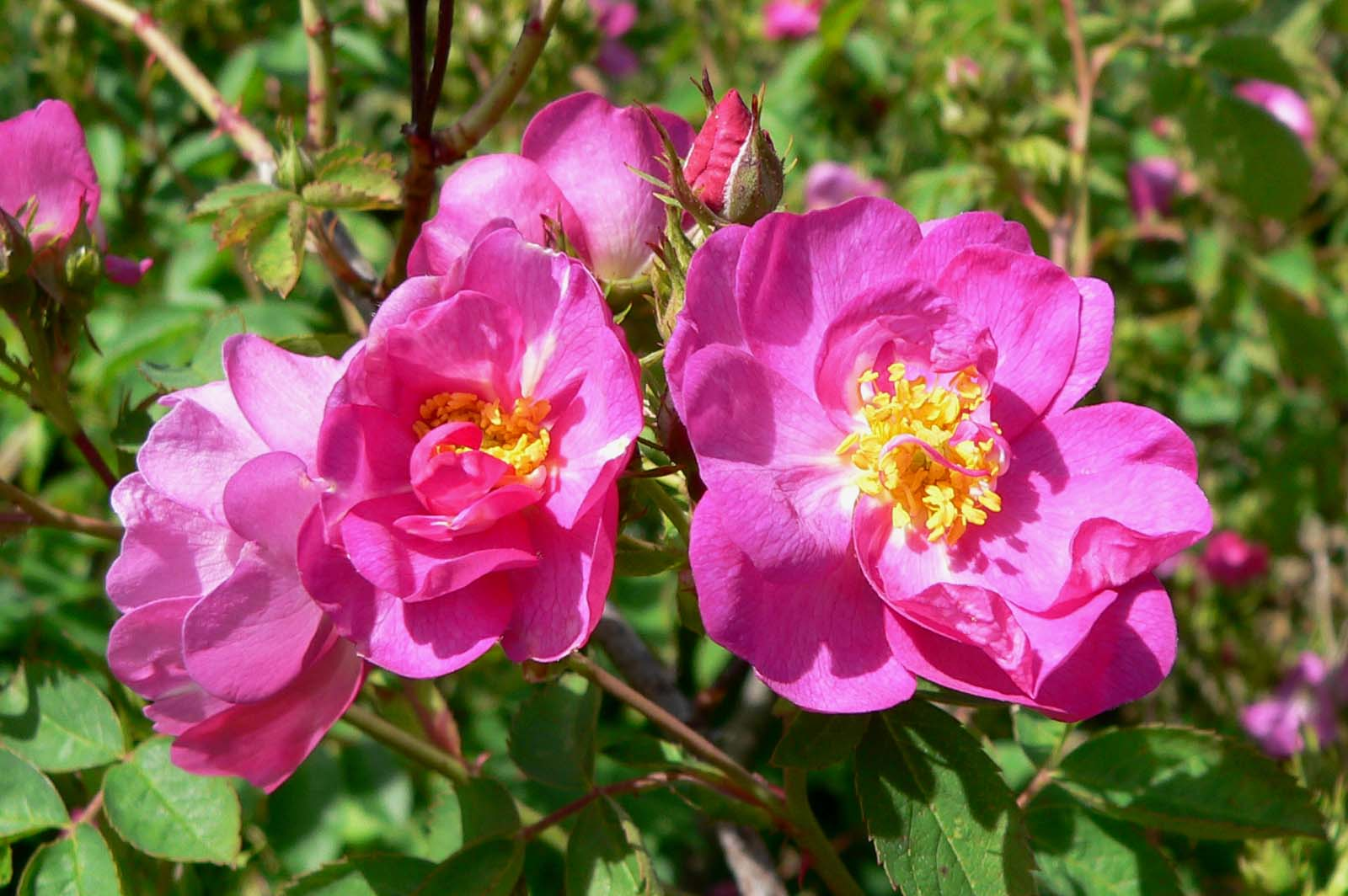
Rosa ‘Theano’ im San Jose Heritage Rose Garden

Die hoch aufwachsende Rose ‘Theano’ bildet einen kräftigen, kompakten Strauch aus. Die Rosenpflanze wird etwa 220 cm bis maximal 350 cm hoch und 150 bis 200 cm breit. Die in Büscheln von bis zu 50 Einzelblüten angeordneten, pinkfarbenen Blüten mit einer hellrosa- bis cremefarbenen Blütenmitte werden aus 8 bis 16, leicht gewellten, herzförmigen Petalen gebildet. Sie formen eine kleine, etwa 5 cm große, locker gefüllte Rosenblüte aus. Die spitzen, dunkelrosa- bis violettfarbenen Rosenknospen öffnen sich später zu einer flachen, halbgefüllten Blüte, in deren Mitte die leuchtendgelben Staubgefäße sichtbar werden. Die Blüten der Rosensorte ‘Theano’ sind geruchslos.
Die Rosensorte besitzt kleine, länglich bis eiförmige, fein gezahnte Blätter. Das matte Laub erscheint hellgrün an langen, gebogenen Trieben, die mit zahlreichen grünlich bis  rötlichbraunen Stacheln besetzt sind.
Die einmalblühende Rosensorte ist ausgesprochen winterhart (USDA-Klimazone 6b bis 9b). Sie blüht langanhaltend in den Frühsommermonaten und ist resistent gegenüber den bekannten Rosenkrankheiten.
Die Rose ‘Theano’ gedeiht auf durchlässigem Boden bevorzugt an sonnigen Standorten auf leicht sauren bis leicht alkalischen Böden. Sie wird häufig als Kletterrose gezogen und eignet sich zur Bepflanzung von naturnahen Gärten und Bauerngärten sowie als Hintergrundbepflanzung von Blumenrabatten. Auch als attraktive Hecke sowie als Windschutz kann diese robuste Rosensorte gepflanzt werden. Sie lässt sich im Garten gut mit hohen Gräsern, Stauden und Gehölzen, wie Rittersporn, Phlox, Clematis und Lonicera kombinieren. Die ‘Theano’ eignet sich auch zur Bepflanzung von Säulen, Rosenbögen und Mauern in formalen Gärten.
Für locker gebundene, naturalistische Blumensträuße findet die Rose aufgrund ihres Blütenreichtums, meist in Kombination mit anderen Wild- und Ramblerrosen Verwendung.
Die Rosensorte wird in vielen Rosarien und historischen Gartenanlagen, unter anderem im San Jose Heritage Rose Garden (Kalifornien), im Arboretum Borova hora (Slowakei), im Rosarium im Doblhoffpark (Baden, Österreich), im Rosarium Petrović (Serbien), im Rosenpark Reinhausen (Niedersachsen), im Alten Friedhof Erndtebrück  sowie im Rosenpark in  Kassel-Wilhelmshöhe (Hessen) gezeigt.

## Namensgebung
Die Rose wurde nach der antiken Figur Theano, einer Pythagoreerin, die oft als Frau des Philosophen Pythagoras von Samos bezeichnet wird, benannt. Theano galt in der römischen Kaiserzeit als die Verkörperung der weiblichen Tugend.